# Milhouse Van Houten
Milhouse Mussolini Van Houten er en fiktiv person i tv-serien The Simpsons.
Han er Bart Simpsons bedste ven, og han mest karakteristiske træk er nok de tykke briller han bruger, da han er yderst nærsynet.
Han er usikker og meget godtroende, samt mindre populær end Bart. Milhouse er ofte ledet ind i problemer af Bart, som drager fordel af sin vens naivitet, og han er også et regelmæssig mål for skolens bøller Nelson Muntz og Dolph, Jimbo Jones og Kearney. Han er forelsket i Barts søster, Lisa Simpson. Plottet i flere episoder er Milhouses talent for ofte at blive offer. Milhouse er en af de få beboere i Springfield med synlige, faktisk temmelig tykke øjenbryn.
Han taler flydende italiensk, fordi han har en mormor i Italien, der slog ham hver gang han talte engelsk. Dette er angiveligt også grunden til, at han begyndte at tisse i sengen.
Han har en næsten ukendt onkel, Norbert van Houten, der kun har optrådt i serien én gang, er dansk – og ligner til forveksling Indiana Jones.
Hans forældre er Luann Van Houten og Kirk Van Houten. I de senere afsnit er de skilt, men bliver senere gift igen.
Navnet Milhouse er en reference til den amerikanske præsident Richard Milhouse Nixon.
Milhouse er allergisk over for stort set alting. For eksempel drikker han sojamælk, fordi han kan dø af rigtig mælk, og han er allergisk over for sine egne tårer, og så er han også astmatiker.